# Tetracis picturata
Tetracis picturata là một loài bướm đêm trong họ Geometridae.